# FreeCol
FreeCol ist ein freies, dem Spieleklassiker Sid Meier’s Colonization nachempfundenes, rundenbasiertes Strategiespiel, das unter der GNU General Public License vertrieben wird. Da es ganz in Java programmiert wird, läuft FreeCol auf allen Systemen, auf denen die Java Runtime Environment läuft.

## Spielprinzip
Der Spieler soll als Bevollmächtigter seines Königs eine blühende Kolonie aus mehreren Siedlungen in der neuen Welt – in Amerika oder in einem zufällig generierten Land – aufbauen. Zum Erfüllen des Siegkriteriums muss der Spieler entweder die Unabhängigkeit vom europäischen Heimatland erreichen oder die Kolonien der drei anderen siedelnden Nationen zerstören. Beide Kriterien sind nur auf militärischem Weg zu erreichen.
FreeCol beginnt 1492 mit zwei Einheiten auf einem Schiff auf dem Ozean in der Nähe der Küste der neuen Welt. Mit diesen zwei Einheiten gründet der Spieler eine erste Siedlung. Im weiteren Verlauf versucht er seinen Einflussbereich gegen die indigenen Völker sowie gegen seine europäischen Konkurrenten zu erweitern. Der Spieler baut hierzu seine Kolonie schrittweise aus, wobei er auf Unterstützung der Heimatnation in Europa bauen kann. Neben dem militärischen Aspekt spielt das Gewinnen und Veredeln von Rohstoffen sowie der Handel im Spiel eine große Rolle, wobei das Kriegführen eindeutig im Vordergrund steht. Zum Transport der Waren stehen neben den Schiffen Wagenzüge zur Verfügung, letztere ausschließlich für den Handel über Land.

## Rezeption
Im Februar 2007 war FreeCol auf SourceForge.net das Projekt des Monats. Ähnlich wie das Vorbild Colonization schlage auch FreeCol in den Bann, sobald Steuerung und Warenwirtschaftskreisläufe verinnerlicht seien. Gegenüber dem Original gäbe es Detailverbesserungen, die durchwegs sinnvoll seien.